# ピカデリー・サーカス駅
ピカデリー・サーカス駅 (ピカデリー・サーカスえき、英語: Piccadilly Circus station) は、ロンドン・ウェストミンスター区ピカデリーサーカスにあるロンドン地下鉄の鉄道駅である。ピカデリー線とベーカールー線の列車が発着する。
ロンドン地下鉄では駅関連施設がすべて地下に存在する稀有な存在であり、駅を構成する建物はイングリッシュ・ヘリテッジにより指定建造物第二級に認定されている。
ピカデリー線ではグリーン・パーク駅とレスター・スクウェア駅の間、ベーカールー線ではチャリング・クロス駅とオックスフォード・サーカス駅の間にある。なお、ロンドンの中心部の地下鉄駅は非常に密集しており、隣駅への移動なら徒歩のほうが早い場合が多い。例えばピカデリー・サーカス駅からレスター・スクウェア駅へは約200メートル、グリーン・パーク駅へは約350メートルの距離しか離れていない。
「ロンドンのヘソ」とも言える場所にあり、ピカデリー、リージェント・ストリート、シャフツベリー・アベニューなどロンドン中心部の主要な通りへ、当駅からアクセスできる。周辺にはブランド店の旗艦店やウエスト・エンドの劇場街があり、夜遅くまで賑わう。ヨーロッパ最大の中華街 (London Chinatown)も当駅から近い。日系の店も多く、「ジャパンセンター」「ありがとう」など日本の食材や書籍を扱う店も近隣に密集している。
駅の入口はピカデリーサーカス周辺に5か所にある。トラベルカード・ゾーンは1。
2005年3月より、ピカデリー線など9つのロンドン地下鉄路線の保守点検を行っているメトロネットは、およそ1400万ポンドを費用を投資して当駅の改修工事を開始し、2007年春に完了する予定である。内装の改修、インフォメーションセンター、電光掲示板、パブリック・アドレス・システム、照明、ベンチ、エスカレータも一新され、視覚障害者用設備も増強される予定となっている。

## 近隣
- シャフツベリー伯記念噴水と「エロス」
- ロンドン中華街
- リバティ百貨店、老舗デパート
- バーバリー本店
- アクアスキュータム
- ロイヤル・アカデミー・オブ・アーツ
- サヴィル・ロウ (背広の語源となった仕立て問屋街）
- ロンドン・トロカデロ (London Pavilion)
- クラリオン・シアター (Criterion Theatre)
- ホテル・カフェ・ロイヤル

## ギャラリー

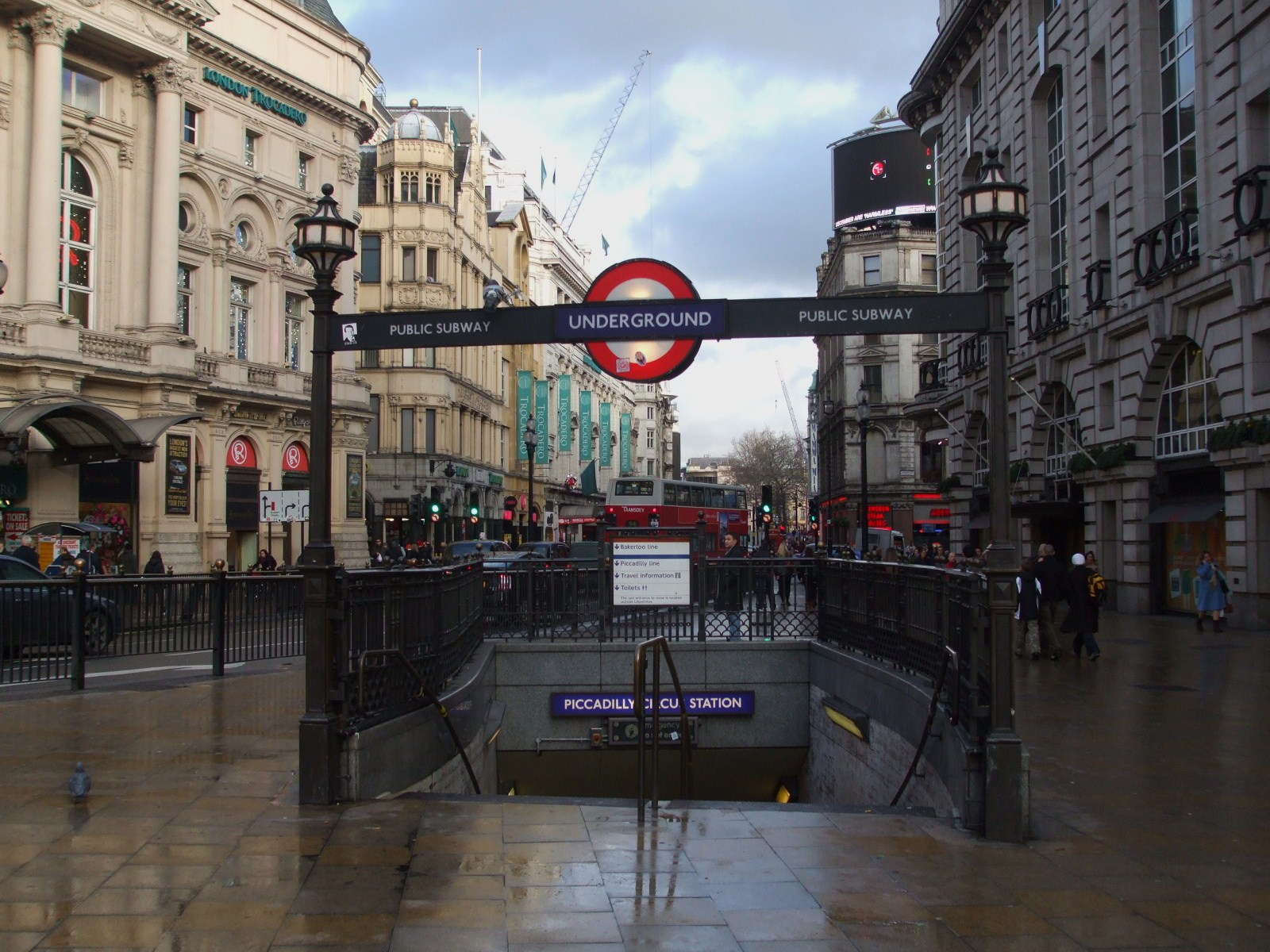
レスター・スクウェア側入口
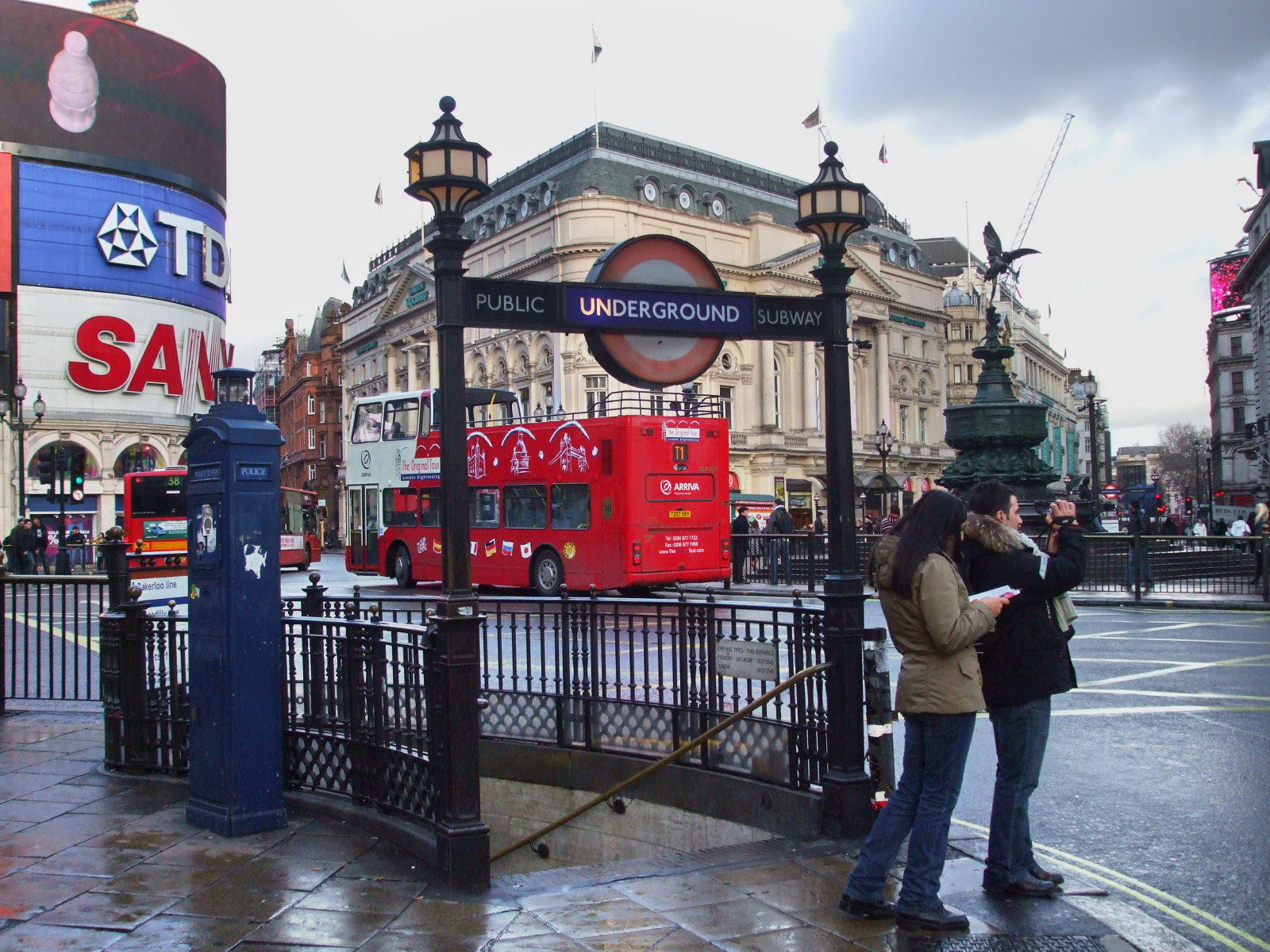
リージェント側入口
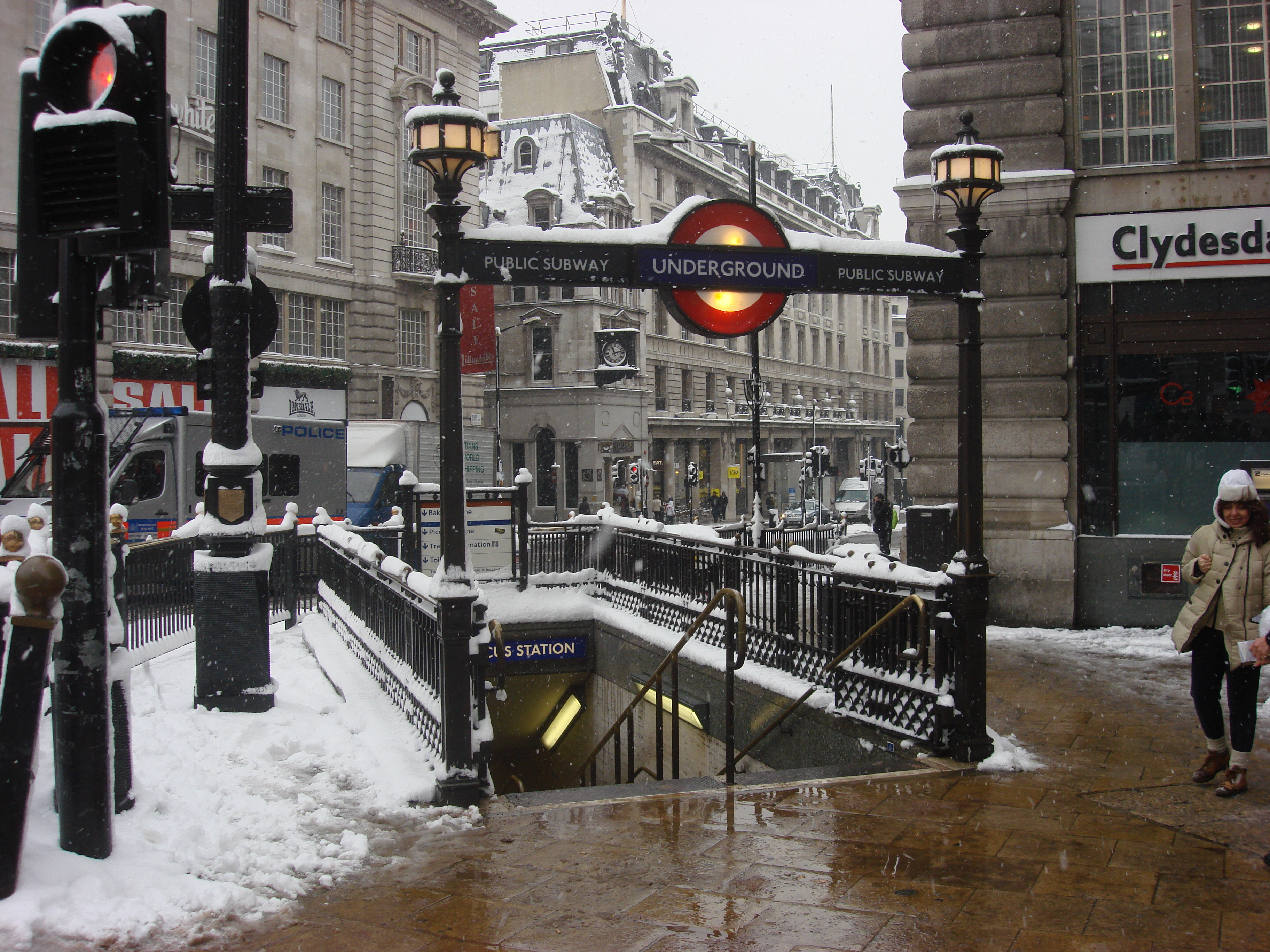
雪の日のピカデリー・サーカス
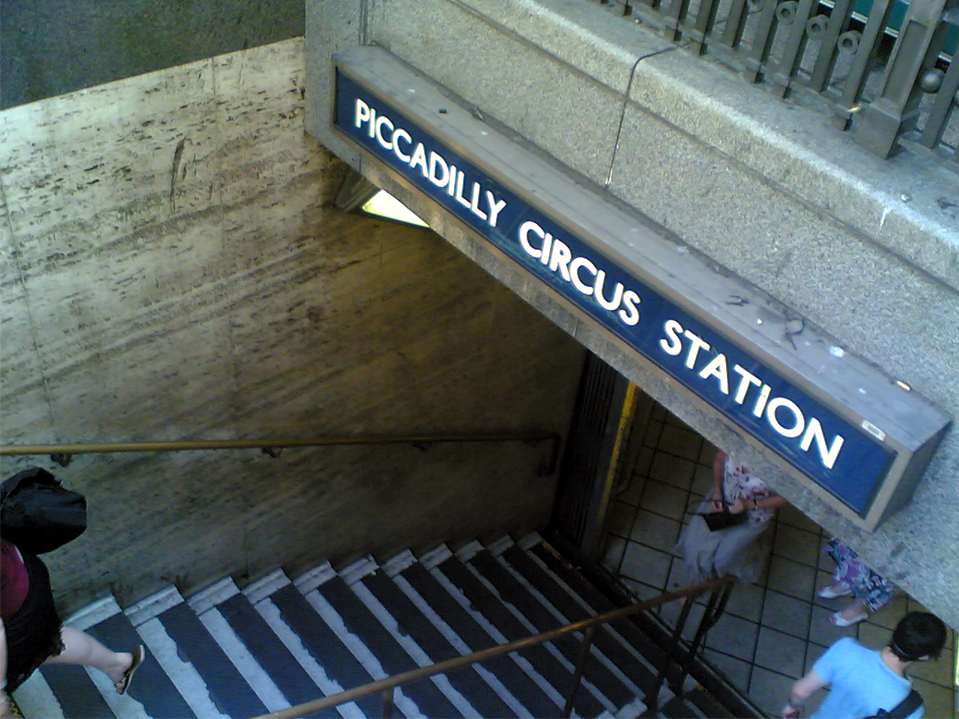
ピカデリー側入口
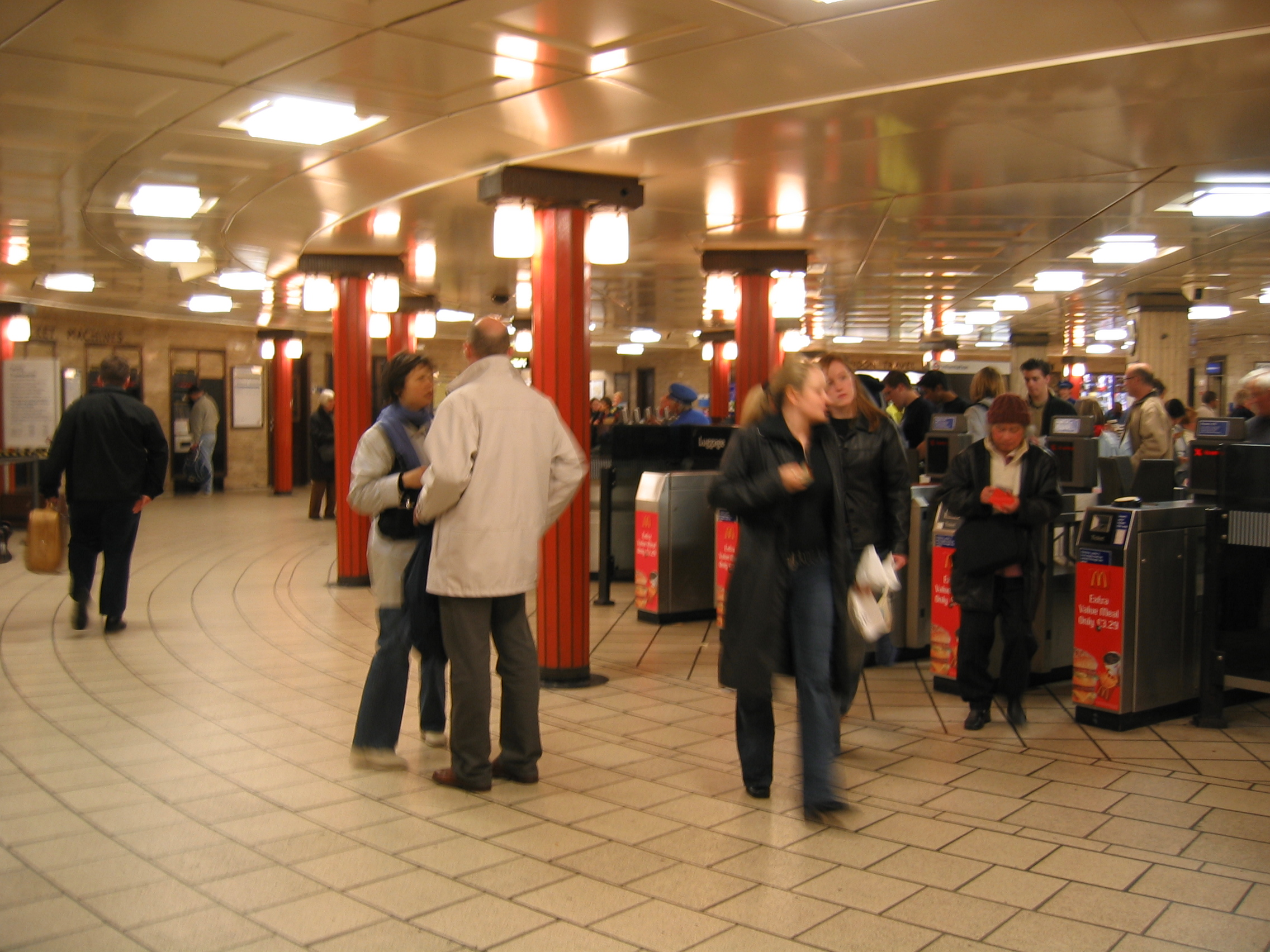
駅構内
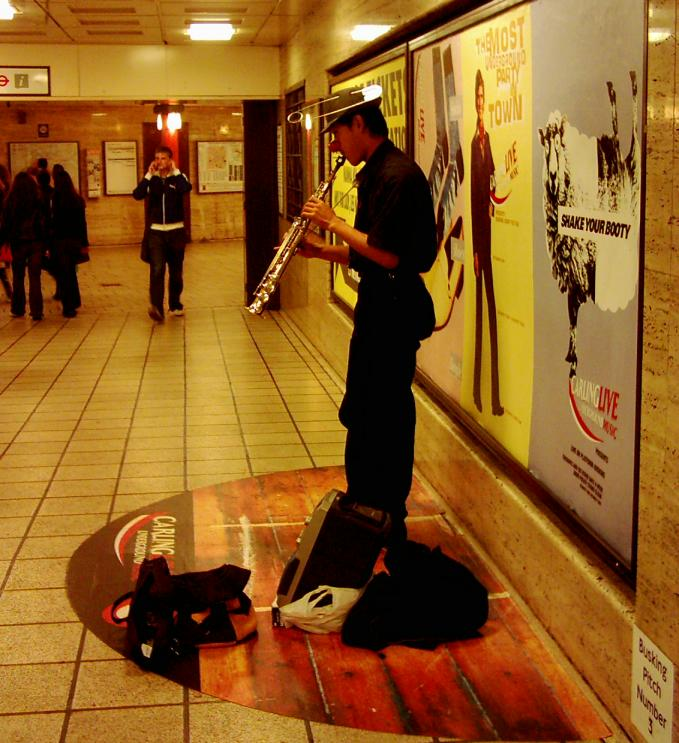
駅ナカ・ミュージシャン
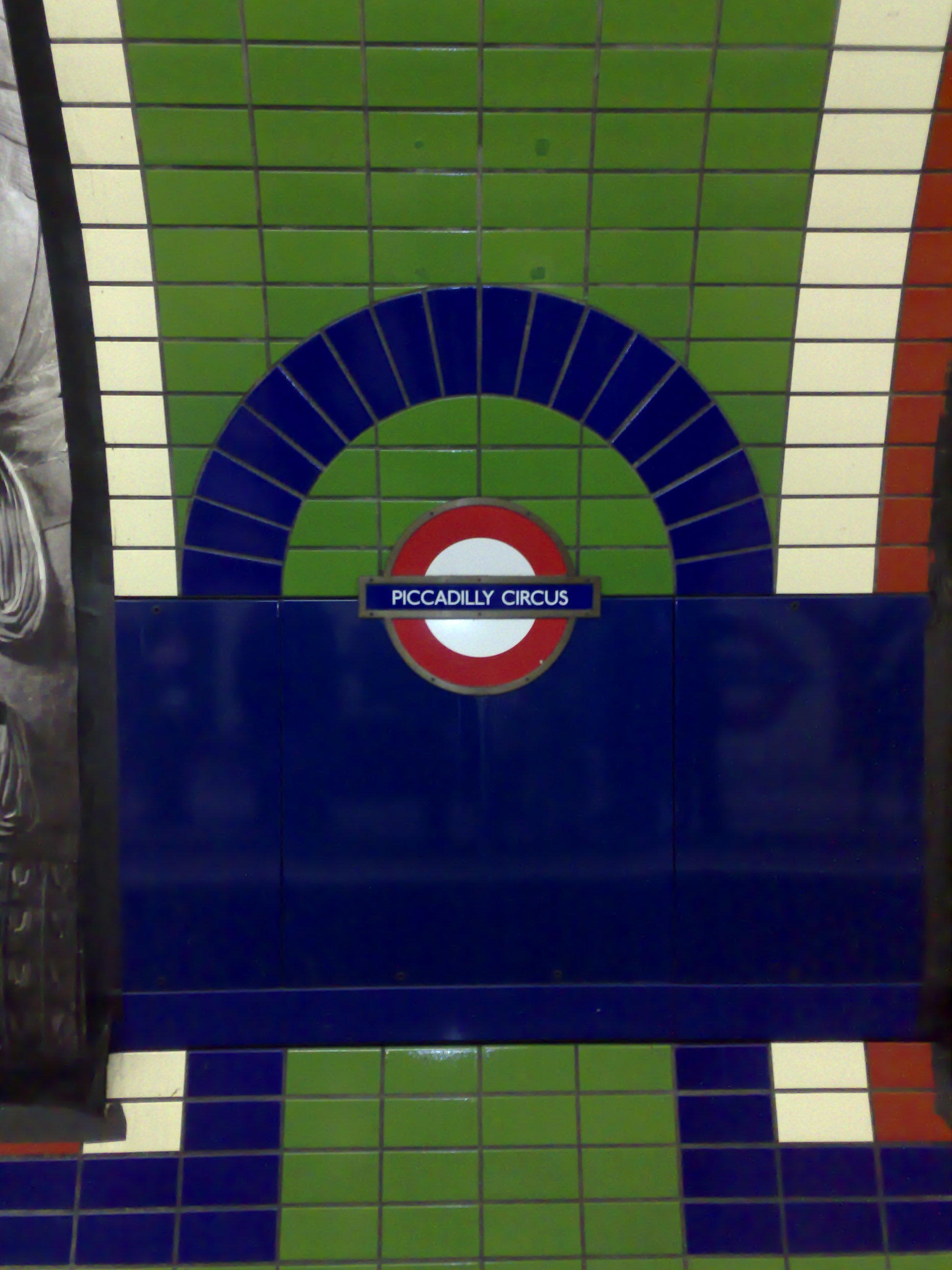
ロゴ
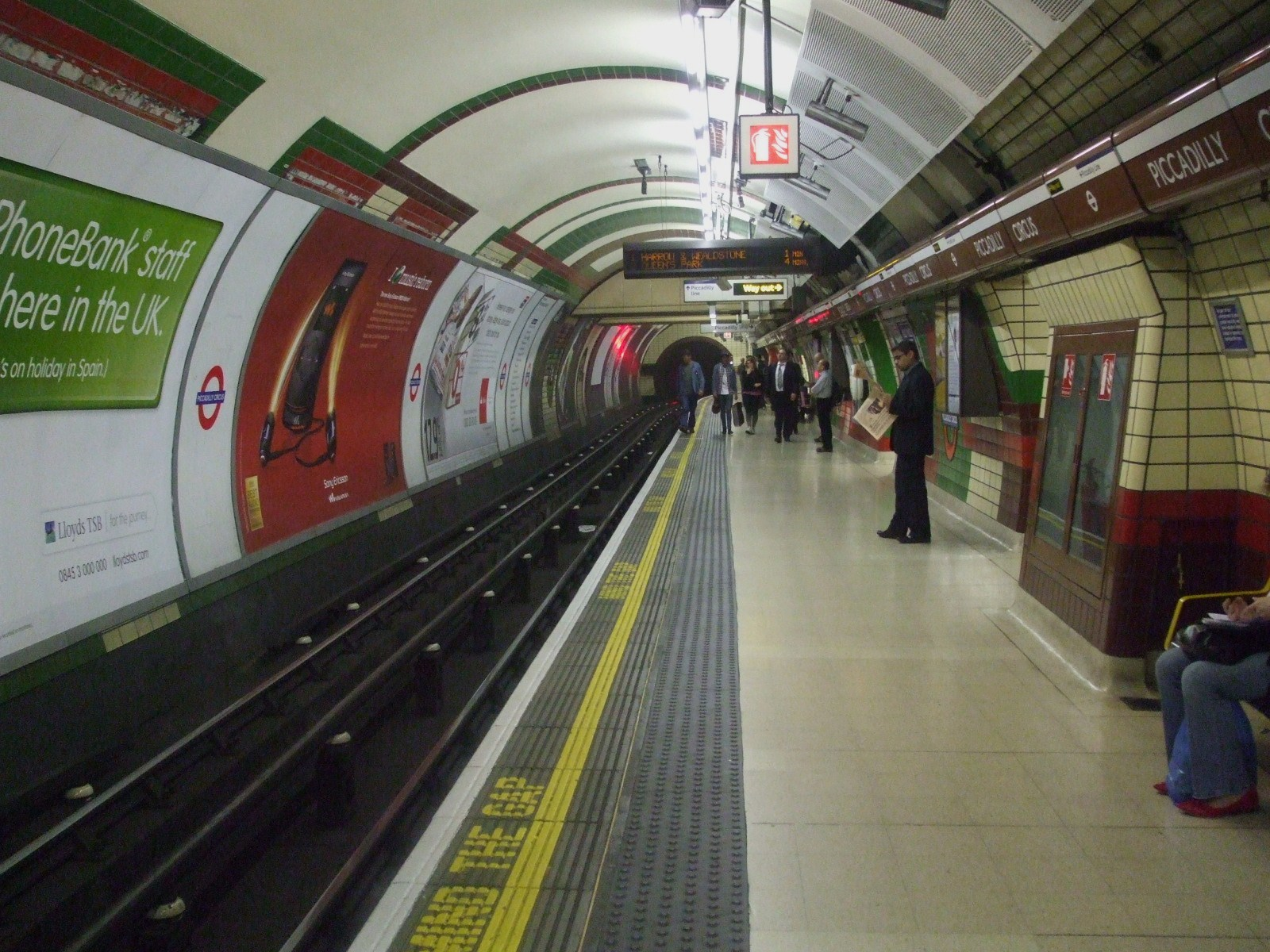
ベーカールー線ホーム
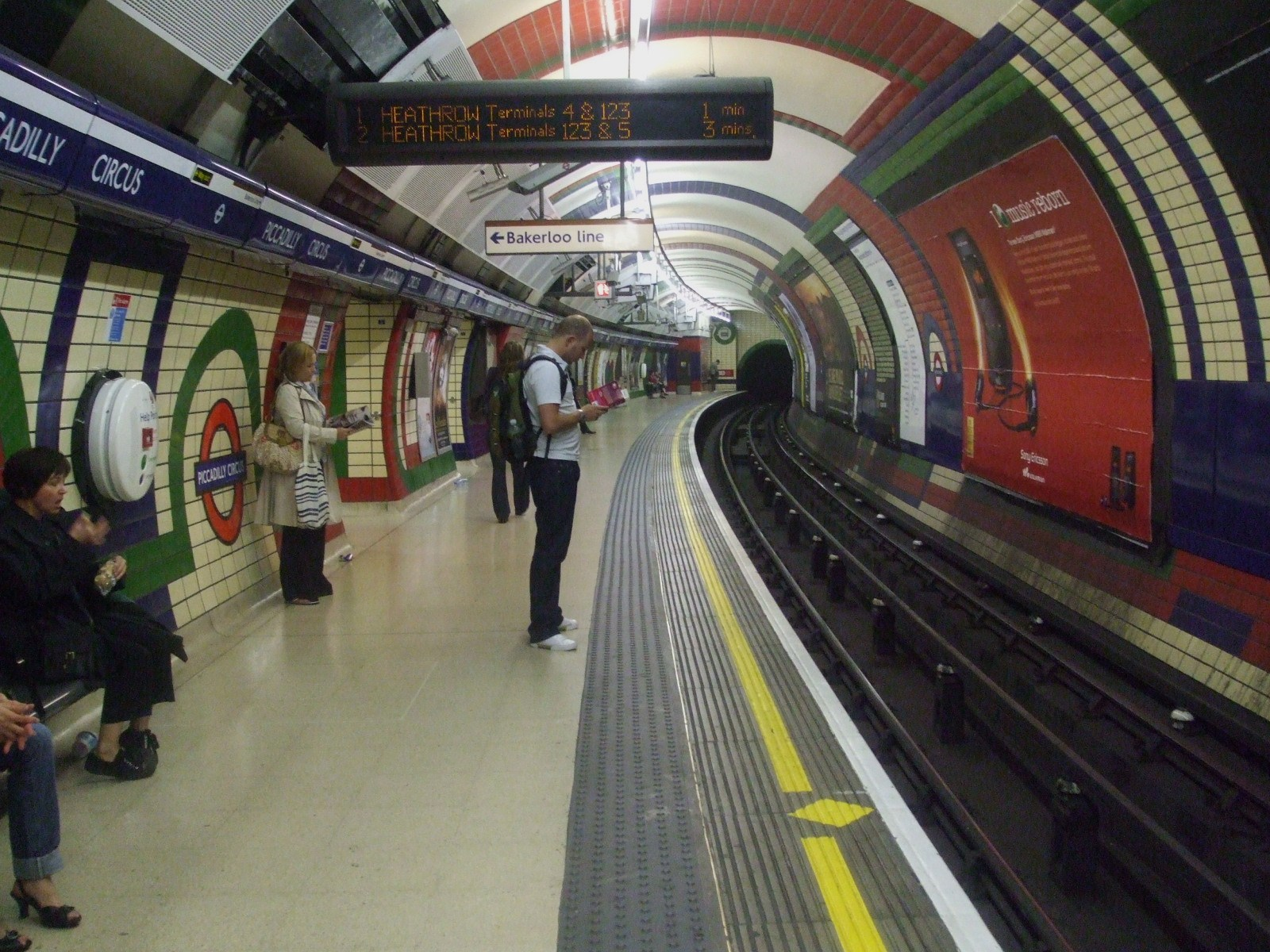
ピカデリー線ホーム

## 隣の駅
ロンドン交通局
ロンドン地下鉄
■ピカデリー線
グリーン・パーク駅 - ピカデリー・サーカス駅- レスター・スクウェア駅
■ベーカールー線
オックスフォード・サーカス駅 - ピカデリー・サーカス駅- チャリング・クロス駅